# Szentmártonkáta
Szentmártonkáta est un village et une commune de l'Est du comitat de Pest en Hongrie.